# Macromitrium crassiusculum
Macromitrium crassiusculum là một loài rêu trong họ Orthotrichaceae. Loài này được Lorentz mô tả khoa học đầu tiên năm 1866.